# 北波多インターチェンジ
北波多インターチェンジ（きたはたインターチェンジ）は、佐賀県唐津市にある西九州自動車道（唐津伊万里道路）のインターチェンジである。

## 道路
- E35 西九州自動車道（唐津伊万里道路）

## 接続する道路
- 佐賀県道50号唐津北波多線

## 歴史
- 2012年（平成24年）2月24日 : インターチェンジ名称を、「北波多IC」で正式決定。
- 2013年（平成25年）3月23日 : 唐津千々賀山田IC - 北波多IC間 開通に伴い供用開始。
- 2015年（平成27年）2月1日 : 北波多IC - 南波多谷口IC間 開通[1]。

## 周辺
- 唐津市役所 北波多支所
- 唐津市民病院きたはた
- 唐津農業協同組合（JAからつ） 北波多支所
- 石井食品 唐津工場

## 隣
E35 西九州自動車道（唐津伊万里道路）
唐津千々賀山田IC - 北波多IC - 南波多谷口IC